# Henschel Hs 125
Le Henschel Hs 125 est un prototype d'avion militaire de l'entre-deux-guerres allemand. 